# عفو خاص

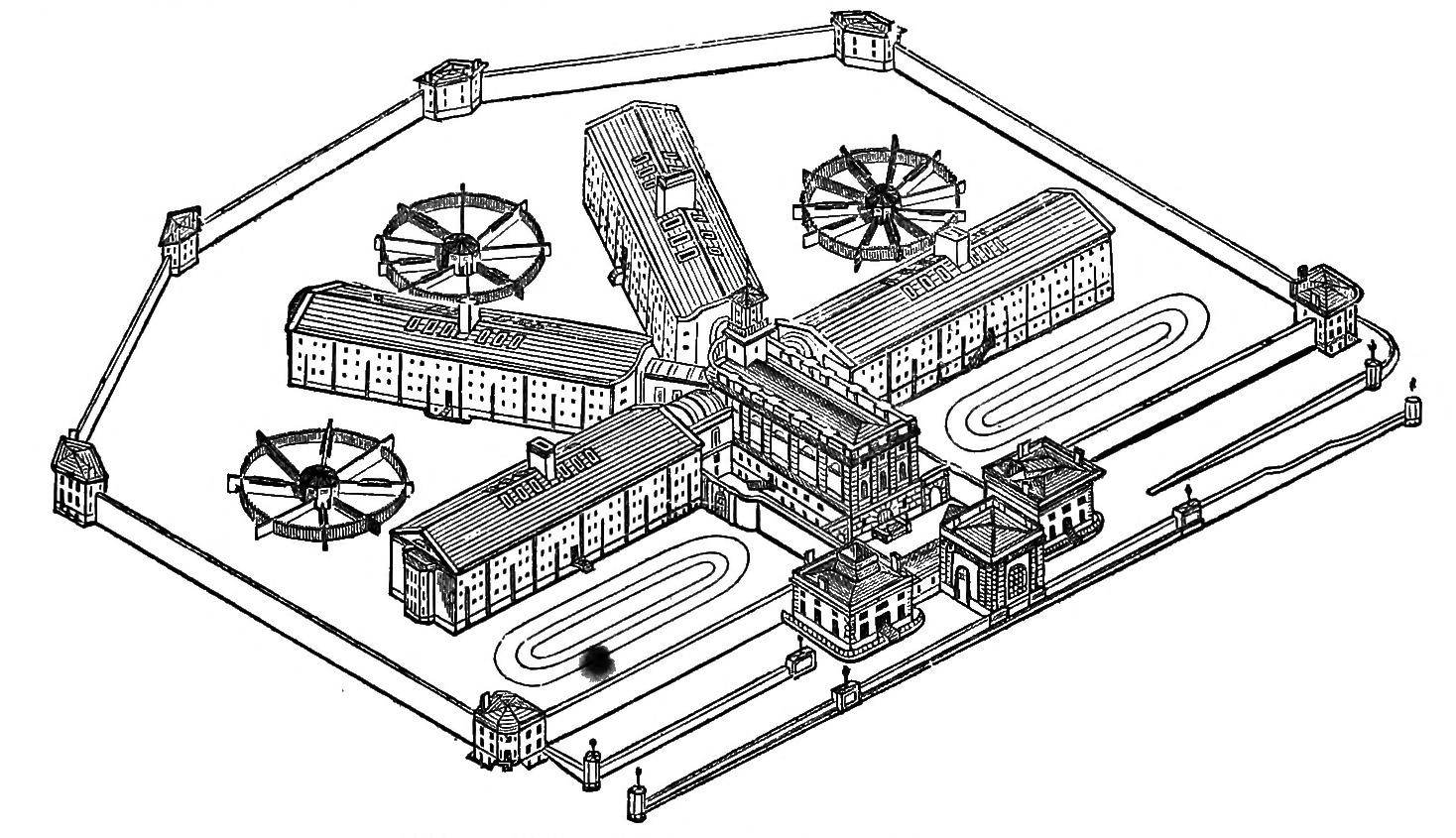

العفو الخاص بادرة قرار يصدره رئيس الدولة أو الملك في بعض المناسبات القومية فيعفو عن بعض من صدرت ضدهم أحكام بالسجن و غيرهم و يأمر بالإفراج عنهم.